# Fugles alder
 Der er for få eller ingen kildehenvisninger i denne artikel, hvilket er et problem. Du kan hjælpe ved at angive troværdige kilder til de påstande, som fremføres i artiklen.

Fugles alder kan angives på mange måder. Det er interessant af mange grunde. Specielt kan det være en hjælp ved feltbestemmelse af fugle, da fjerdragten skifter med alderen. 
Fugles alder angives enten ved antallet af kalenderår (K), eller ved det livsafsnit som de befinder sig i.

## Kalenderår (K)
Men angiver en fugls alder efter hvilket kalenderår den er i.
Fugle klækkes som bekendt som regel om foråret. Derfor betegner man dem 1 K. den første sommer og efterår. Efter nytår er de så 2 K i et år så 3 K osv.

## Livsafsnit
Fugle starter med at være fugleæg.

### Pull/Dununge
Mens ungen stadig ligger i reden er den dækket af en dragt der mest består af dun, derfor kalder man ungen pull, eller dununge indtil den får sin første rigtige fjerdragt.

### Juvenil
Fugle i deres første fjerdragt, hvor de endnu ikke har fældet nogen fjer, kaldes juvenile.

### Immatur/Ungfugl
Fugle i deres efterfølgende fjerdragter, hvor de endnu kan skelnes fra de udvoksede fugle, kaldes ungfugle.
For fuglearter hvor der er flere dragter der kan adskilles (fx mange ørne) skelnes der mellem ungfugledragt og en efterfølgende immature livsperiode.

### Udvoksede fugle
Udvoksede fugle, kaldet adulte, kan normalt ikke aldersbestemmes.